# Steve Caballero
Steve Caballero (* 8. listopadu 1964 San José) je americký profesionální skater, autor mnoha obtížných triků ve vertikální rampě. Je dlouholetým držitelem rekordu o nejvyšší „přelet“ na skateboardu nad hranou U-rampy. V roce 1999 ho časopis Thrasher ocenil titulem „Skateboardista století“.

## Kariéra
Caballero se narodil se skoliózou (deformací páteře), ale tento handicap ho, jak sám tvrdí, příliš neovlivnil. Na skateboardu začal jezdit ve 12 letech a o dva roky později zahájil soutěžní kariéru. Jeho prvním sponzorem byl Campbell Skate Park. V roce 1979 se zúčastnil národních závodů v Escondidu, kde obsadil páté místo. Po tomto úspěchu ho oslovil Stacy Peralta, který mu nabídl sponzoring firmy Powell&Peralta, profesionálem se stal Caballero v roce 1980. Tou dobou už během série Gold Cup v Oasis skateparku v jižní Kalifornii, předváděl svůj trik „Caballerial“ (též známý jako „Cab 360“ či „fakie 360 aerial“). Caballero je považován i za vynálezce triku „frontside boardslide“.
V roce 1987 vyhrál mistrovské tituly ve vertu i streetstylu v německém Münsteru. Ve stejném roce vytvořil světový rekord v nejvyšším „airu“, když přelétl jedenáct stop vysoko v „backside airu“ hranu rampy Raging Waters Ramp v San Jose v Kalifornii. Jeho zápis byl o deset let později překonán Dannym Wayem. V roce 1999 Caballero vytvořil rekord v nejdelším „boardslide“ – skluzu prkna po zábradlí táhnoucím se přes 44 schodů.
„Cab“ je členem legendárních Bones Brigade a objevil se v mnoha jejích videích, včetně ikonického The Search for Animal Chin. Mezi jeho současné sponzory patří Powell&Peralta, Bones Bearings, Independent Truck Company, Bones Wheels, Vans Skate Shoes, 187 Killer Pads, Merge4 Socks a Protec Helmets. Mezi jeho dřívější sponzory patřili Tracker Trucks, Standard Trucks a Red Dragon Apparel. V roce 1980 byl prvním členem týmu Powell&Peralta s vlastním pro-modelem skateboardu s motivem draka od Vernona Courtlandta Johnsona. Koncem osmdesátých let se jako první skater dočkal vlastního modelu obuvi – Vans High Top. Později slavila firma Vans úspěchy s modelem Half Cab, který navrhl sám Caballero.
Během první poloviny osmdesátých let byl označován za nejlepšího profesionálního skateboardistu světa a několikrát byla jeho fotografie na obálce časopisu Thrasher Magazine. Je také jednou z hvězd videoher v sérii Tony Hawk's Pro Skater. V roce 2010 byl uveden v Simi Valley v Kalifornii do Skateboardové síně slávy. V roce 2012 se objevil v dokumentárním filmu Stacyho Peralty Bones Brigade: An Autobiography, který zaznamenává životní příběhy nejslavnějších členů týmu, kterými jsou Tony Hawk, Rodney Mullen, Mike McGill, Lance Mountain a Tommy Guerrero.

## Další projekty
Caballero byl členem několika punkových skupin (The Faction, Odd Man Out, Shovelhead a Soda) a prostřednictvím Sessions Records vydal kompilační CD kapel, ve kterých se objevil jako host. Píseň „Skate And Destroy“ od The Faction se objevila na soundtracku k Bones Brigade Video Show. Jeho nová punková kapela s názvem Urethane podepsala smlouvu s nahrávací společností Cyber Tracks a debutové album „Chasing Horizons“ vyšlo 24. září 2021.
V roce 1984 si Caballero zahrál roli Juana v akčním filmu Jimmyho McNicola Escape from El Diablo, kde se objevil spolu s dalším skateboardistou Mikem McGillem. Od roku 1980 vydával skatezin s názvem „SPEED ZINE“, který nahradil dřívější zin „Skate Punk“. Maluje obrazy, sbírá hračky a komiksy, věnuje se motokrosu a hot roddingu.

## Osobní život
Caballero je japonsko-mexického původu, byl vychován jako katolík, ale projevoval i zájem o zenový buddhismus, taoismus a letniční hnutí. Od roku 2005 navštěvuje nedenominační křesťanský kostel Daybreak v Carlsbadu v Kalifornii. Se svou rodinou žil několik let v San Jose, odkud se přestěhoval do San Diega, kde rodina žije dodnes. S první manželkou Susan má dceru Kaylu Leslie, s druhou ženou Rachael (sňatek 2006) syna Caleba Belu a dceru Clover Lavie. Navzdory svému punkrockovému postoji vždy volal po „pozitivnějších, láskyplnějších a nesobečtějších postojích“ ve skateboardingu a držel se dál od alkoholu, cigaret a drog.

## Úspěchy v soutěžích (výběr)
- 1. místo – 1980, Gold Cup Contest, Upland Skatepark: bazén
- 3. místo – 1980, Gold Cup Series, celkové pořadí: bazén
- 1. místo – 1980, Lakewood Half Pipe Contest: vertikální rampa
- 1. místo – 1981, The Ranch Spring Nationals Contest, dvojice (s Ericem Grishamem): bazén
- 1. místo – 1981, Kona/Variflex Summer Nationals Contest: vertikální rampa
- 1. místo – 1983, Great Desert Ramp Battle Contest: vertikální rampa
- 1. místo – 1983, Joe’s Ramp Jam: vertikální rampa
- 1. místo – 1983, Summer World Series, Upland Skatepark: bazén
- 1. místo – 1983, Kona/Variflex Summer Nationals Contest: vertikální rampa
- 1. místo – 1983, Summer World Series, Del Mar, dvojice (s Lance Mountainem): bazén
- 1. místo – 1984, NSA Summer Olympic Series, Golden Gate Park, San Francisco: streetstyle
- 1. místo – 1984, NSA Summer Series, Upland, dvojice (s Lance Mountainem): bazén
- 1. místo – 1984, Eagle Rock Ramp Contest, Los Angeles: vertikální rampa
- 1. místo – 1984, Embarcadero Street Style Contest, San Diego: streetstyle
- 1. místo – 1984, Capitola Classic Street Style Contest: streetstyle
- 1. místo – 1986, Sacramento Street Style Contest: streetstyle
- 1. místo – 1986, Go Skate Sacramento Pro Contest: vertikální rampa
- 1. místo – 1986, Oceanside Street Attack Contest: streetstyle
- 1. místo – 1986, NSA Expo 86, Vancouver, Kanada: bazén
- 3. místo – 1986, NSA Expo 86, Vancouver, Kanada: vertikální rampa
- 1. místo – 1987, Titus World Cup Contest, Münster, Německo: vertikální rampa
- 1. místo – 1987, Titus World Cup Contest, Münster, Německo: streetstyle
- 1. místo – 1987, Raging Waters’ Boomer Ramp Contest, San Jose, CA: big air
- 1. místo – 1988, Thrasher Savannah Slamma II Contest: streetstyle
- 1. místo – 1988, Raging Waters’ Boomer Ramp Conte, San Jose, CA: boardslide
- 1. místo – 1988, Titus World Cup Contest, Münster, Německo: streetstyle
- 2. místo – 1988, Titus World Cup Contest, Münster, Německo: vertikální rampa
- 1. místo – 1989, NSA Pacific Mini Ramp Challenge, Honolulu, Hawai: mini rampa
- 1. místo – 1991, NSA North of the Border Contest, Santa Ana: vertikální rampa
- 6. místo – 1991, Titus World Cup Contest, Münster, Německo: streetstyle
- 3. místo – 1991, Titus World Cup Contest, Münster, Německo: vertikální rampa
- 1. místo – 1991, Holy Masters Skate Contest, Le Grand Bornand, Francie: big air
- 2. místo – 1991, Holy Masters Skate Contest, Le Grand Bornand, Francie: vertikální rampa
- 4. místo – 1991, Holy Masters Skate Contest, Le Grand Bornand, Francie: streetstyle
- 6. místo – 1995, X Games, Newport, Rhode Island: streetstyle
- 9. místo – 1999, X Games, Pier 30 & 32, San Francisco, California: streetstyle